# Noé Balvin
Noé Balvin Puerta (ur. 2 listopada 1930 w San Andrés) – kolumbijski strzelec, olimpijczyk.
Uczestnik Letnich Igrzysk Olimpijskich 1960, na których wystartował wyłącznie w pistolecie dowolnym z 50 m. Zajął 59. pozycję wśród 67 strzelców (odpadł w kwalifikacjach).

## Wyniki

### Igrzyska olimpijskie
| Igrzyska  | Konkurencja            | Wynik                  | Miejsce | Źródło      |
| --------- | ---------------------- | ---------------------- | ------- | ----------- |
| Rzym 1960 | Pistolet dowolny, 50 m | 323 pkt. (84–81–82–76) | 59      | [ 1 ] [ 2 ] |